# Marmeladă
Marmelada este un produs gelificat cu aspect de pastă obținut din sucul și coaja de citrice fierte cu zahăr și apă. Aceasta poate fi produsă din gutui, caise, lămâi, grepfruturi, mandarine, prune, portocale, bergamote și alte fructe citrice sau orice combinație a acestora, chiar și din legume.